# كارولين كنيدي
كارولين كينيدي بوفييه [2] [3](بالإنجليزية: Caroline Bouvier Kennedy) مواليد 27 نوفمبر 1957 [4] في مانهاتن، نيويورك، الولايات المتحدة هي كاتبة ودبلوماسية ومحامية أمريكية تشغل منصب سفير الولايات المتحدة لدى أستراليا منذ عام 2022. عملت كينيدي سابقًا في إدارة أوباما سفيرًا للولايات المتحدة لدى اليابان من 2013 إلى 2017. عملت كينيدي معظم حياتها المهنية في مجالات الأدب والقانون والسياسة وإصلاح التعليم والأعمال الخيرية. وهي أحد أفراد عائلة كينيدي والابنة الوحيدة الباقية على قيد الحياة للرئيس الأمريكي جون كينيدي والسيدة الأولى جاكلين كينيدي.
وُلدت كينيدي في مدينة نيويورك، وكانت تبلغ من العمر عامين عندما فاز والدها في الانتخابات الرئاسية عام 1960، وأمضت سنوات طفولتها المبكرة في البيت الأبيض خلال فترة رئاسته. كانت في الخامسة من عمرها عندما اغتيل في 22 نوفمبر 1963. في العام التالي، انتقلت هي وشقيقها الأصغر جون كينيدي الابن مع والدتهما جاكلين إلى الجانب الشرقي الأعلى من مانهاتن حيث واصلت كينيدي تعليمها. تخرّجت كينيدي في كلية رادكليف، ثم التحقت بكلية الحقوق في جامعة كولومبيا حيث حصلت على درجة الدكتوراه في القانون عام 1988. واجتازت امتحان نقابة المحامين في ولاية نيويورك في العام التالي. عملت كينيدي في متحف متروبوليتان للفنون في مانهاتن حيث التقت بزوجها المستقبلي المصمم إدوين شلوسبرغ. ولهما ثلاثة أطفال: روز وتاتيانا وجاك.
في بداية السباق التمهيدي للانتخابات الرئاسية لعام 2008 أيدت كينيدي وعمها تيد كينيدي المرشح الديمقراطي باراك أوباما. وقامت لاحقًا بحملته الانتخابية في فلوريدا وإنديانا وأوهايو، وشغلت منصب الرئيس المشارك للجنة البحث عن نائب الرئيس وخاطبت المؤتمر الوطني الديمقراطي لعام 2008 في دنفر. بعد اختيار أوباما لعضو مجلس الشيوخ الأمريكي هيلاري كلينتون لتولي منصب وزيرة الخارجية، أعربت كينيدي عن رغبتها في تعيينها في مقعد كلينتون الشاغر في مجلس الشيوخ عن نيويورك، لكنها انسحبت لاحقًا متذرعةً بأسباب شخصية. في عام 2013، عيّن الرئيس أوباما كارولين كينيدي سفيرة للولايات المتحدة في اليابان لتكون أول سفيرة تخدم في البلاد. وبعد ثماني سنوات، عيّنها جو بايدن سفيرة للولايات المتحدة في أستراليا وتولت منصبها بعد تثبيتها في 10 يونيو 2022.

## حياة سابقة

### سنوات البيت الأبيض
ولدت كارولين بوفييه كينيدي في مركز كورنيل الطبي في مدينة نيويورك، لجون فيتزجيرالد كينيدي وجاكلين لي بوفير كينيدي. وكانت لهما ابنة ميتة اسمها أرابيلا قبل سنة من ميلاد كارولين. كانت كارولين الشقيقه الأكبر، لجون الابن الذي ولد قبل عيد ميلادها الثالث.و شقيقها الرضيع، باتريك، توفي بعد يومين من ولادته المبكرة في عام 1963. كارولين عاشت مع والديها في جورج تاون، واشنطن العاصمة خلال السنوات الثلاث الأولى من حياتها. [6] وعندما كانت في الثالثة من عمرها، ادى والدها اليمين الدستورية كرئيس للولايات المتحدة انتقلت الأسرة إلى البيت الأبيض. [6]

## مراجع

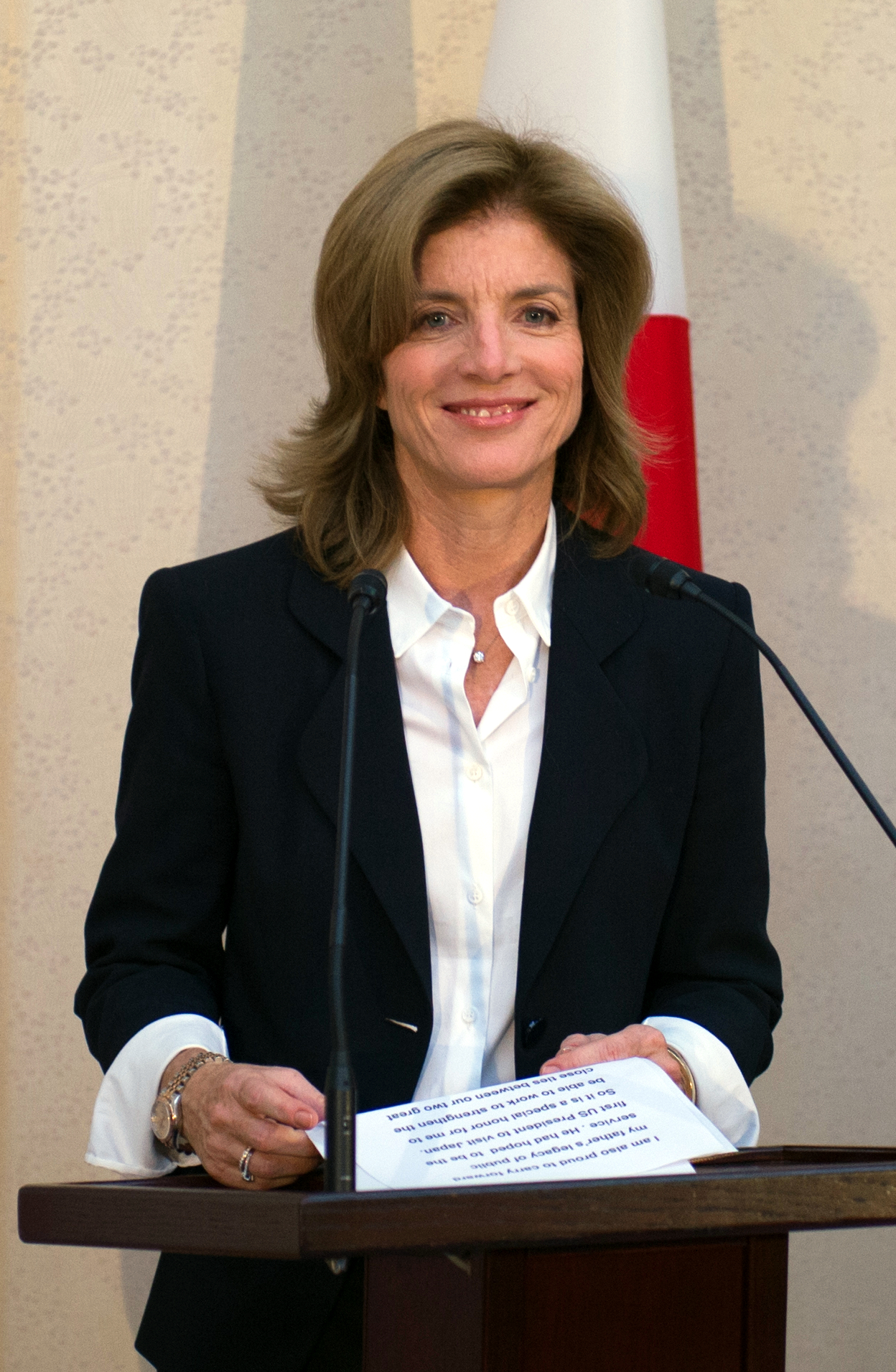
كارولين كينيدي، السفيرة لدى اليابان، قدمت أول بيان لها بعد وصولها إلى مطار ناريتا الدولي في مدينة ناريتا، محافظة تشيبا في 15 نوفمبر 2013.

## روابط خارجية
- كارولين كنيدي على موقع IMDb (الإنجليزية)
- كارولين كنيدي على موقع الموسوعة البريطانية (الإنجليزية)
- كارولين كنيدي على موقع ميوزك برينز (الإنجليزية)
- كارولين كنيدي على موقع إن إن دي بي (الإنجليزية)
- كارولين كنيدي على موقع ديسكوغز (الإنجليزية)
- كارولين كنيدي على موقع قاعدة بيانات الفيلم (الإنجليزية)